# AMX-13
AMX-13は、第二次世界大戦後にフランスのイシー＝レ＝ムリノー工廠 (AMX)で開発された軽戦車。フランスを中心に世界各国で採用され使用された。

## 開発と特徴
AMX-13の開発は、第二次世界大戦終結直後の1946年から開始された。当時、フランスはインドシナやアルジェリアなど、世界各地に散らばる植民地の独立運動などの問題を抱えていたため、海外に速やかに展開出来るように輸送機で空輸可能な「空挺戦車」を求めていたので、車体は出来うる限り小型化する事が要求された。そのため、乗員席もギリギリまで切り詰められ、乗員の身長を172センチ以下に制限しているほどである。
AMX-13はこの要求を満たすために様々な新機軸を導入した。先ず、乗員数を減らして車内の容積を削減するために自動装填装置が採用された。これは6発が充填されたリボルバー式弾倉を砲塔内後部左右に設置したもので、計12発を自動装填し発射可能な物である。榴弾の自動装填は危険とされ、基本的に弾倉には徹甲弾が装填された。射撃の際、空薬莢は砲塔後部の小型ハッチから車外へ排出される。弾倉へ補充するためには、狭い車内に用意された即応予備弾を車長が弾倉へ送り込むか、いったん安全な場所へ移動して、車外から弾庫の予備弾を取り出し、砲塔上面の左右にあるハッチを開けて弾倉に再装填する必要があった。
砲塔は上下に分割された揺動砲塔が採用された。この方式は、主砲を固定した上部砲塔がシーソーのように動くことで俯仰を司る仕組みで、小型化や主砲の大口径化、自動装填装置の設置には有利な反面、防御面での脆弱性、俯仰角を大きく取れない、密閉度が低く雨や渡河時の水、さらに汚染された外気が入ってくる等の難点を抱えていた。本車が実用化に成功した事で開発国のフランスとアメリカ及びスウェーデンの興味を引き、1950年代にこれらの国は同様の仕組みのより大きな砲塔を開発していたものの、実用化はできなかった。実用車両で揺動式砲塔を採用したのは、本車とその砲塔を流用したEBR装甲車とSK105キュラシェーア軽戦車のみである。この砲塔は車体後部に設置、エンジンは車体前部左側の操縦席横に位置している。
主砲はナチス・ドイツのV号戦車パンターに搭載された7.5 cm KwK 42を参考に開発された、高性能・高初速の61口径CN-75-50　75mmライフル砲を搭載した。
AMX-13は1951年に制式採用され、翌年から生産配備された。

## 配備と運用
AMX-13は小型の車体に強力な砲を備えた使い易い軽戦車であったため、フランス陸軍のみならず世界各国に輸出された。イスラエルでは第二次中東戦争前に75mm砲型を150輌購入（同時に購入された75mm戦車砲はM4A4シャーマン等に搭載され、M50スーパーシャーマンとなる）、機甲旅団の軽戦車大隊、空挺旅団などに配備して実戦使用した。当時としては強力な火力は歓迎されたが、シャーマンに比べ砂漠での機械的信頼性に劣り、故障により脱落するものが相次いだ。後に105mm砲を搭載したモデル58も使用したが、しかしそのHEAT弾がT-54/55に対しカタログどおりの性能を発揮せず不評であり、装甲の薄い軽戦車としての限界もあり使用を停止してしまった。対するエジプト軍では、M4シャーマンの車体にAMX-13の砲塔を載せた改造戦車が作られ、第3戦車大隊C中隊に配備、1956年に実戦投入され、生き残った車輌は第三次中東戦争まで使用された。

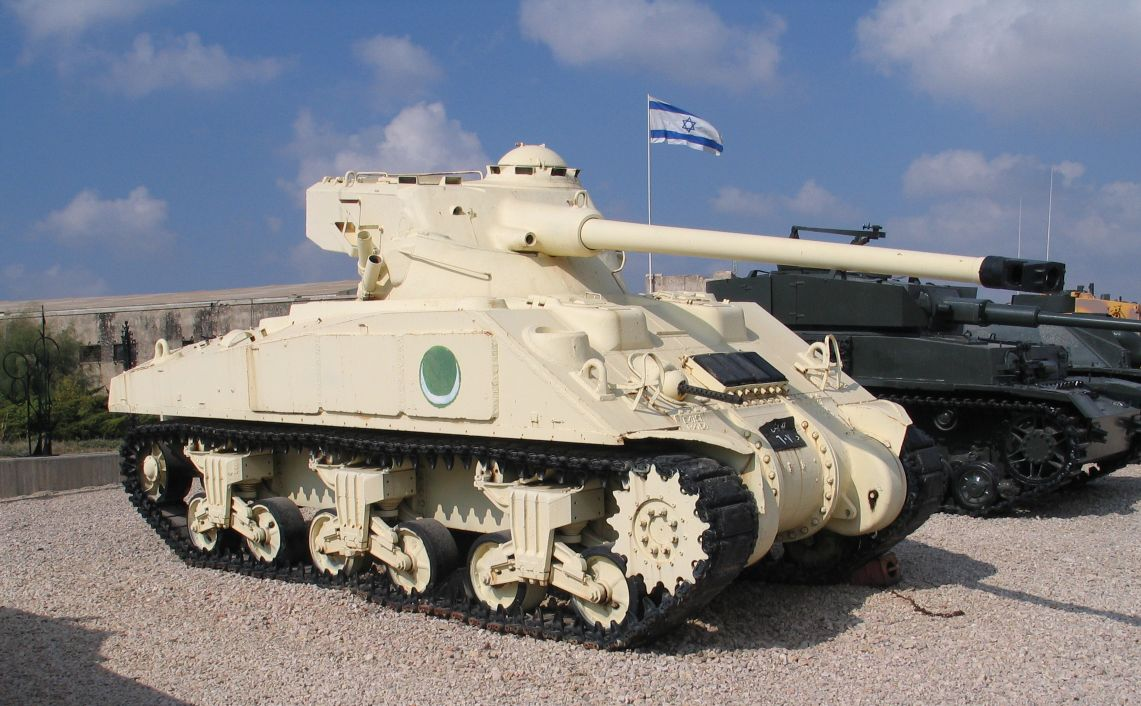
M4A2の車体にAMX-13の砲塔を搭載した改造戦車。

また、75mm砲の砲腔をボーリングして内径を拡大した90mmライフル砲や105mmライフル砲を搭載した型や、75mm砲搭載型の砲塔にSS-11やHOT対戦車ミサイルを搭載した型などが生産された他、AMX-VCＩ歩兵戦闘車、Mk.F3 155mm自走榴弾砲、AMX-13DCA対空自走砲などのファミリー車も開発された（#派生型を参照）。
AMX-13は、フランス軍では1970年代末からERC 90とAMX-10RCの2種類の装輪式戦闘偵察車に更新されて退役したが、現在でも一部の国で改良の上、使用されている。

## 派生型
AMX-13は、世界中で広く使われたために各種の派生型・改良型が製造されている。さらには、装甲兵員輸送車仕様や自走砲仕様などの、ファミリー車も多い。

### 軽戦車/対戦車型

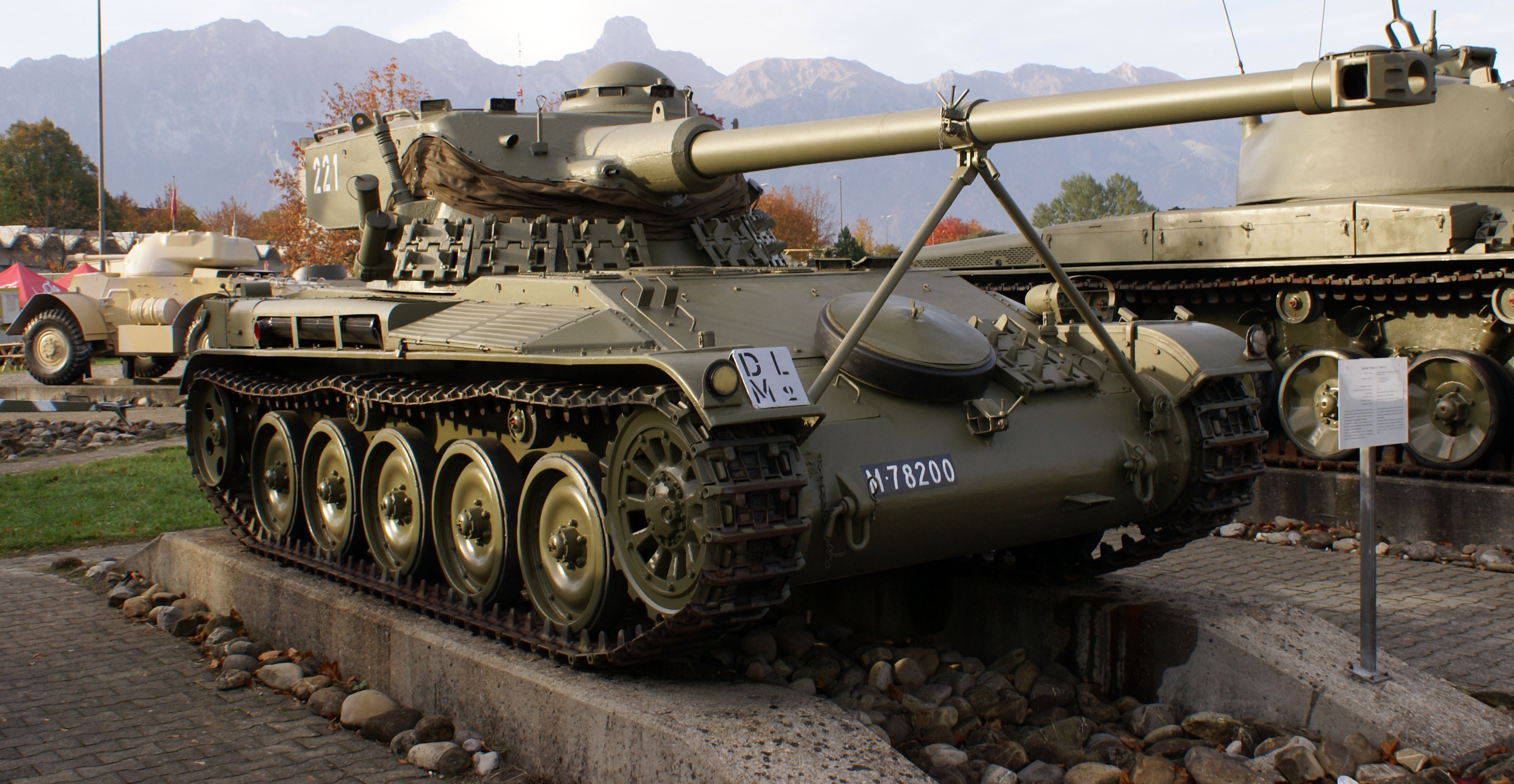
スイス軍仕様のLeichter Panzer 51

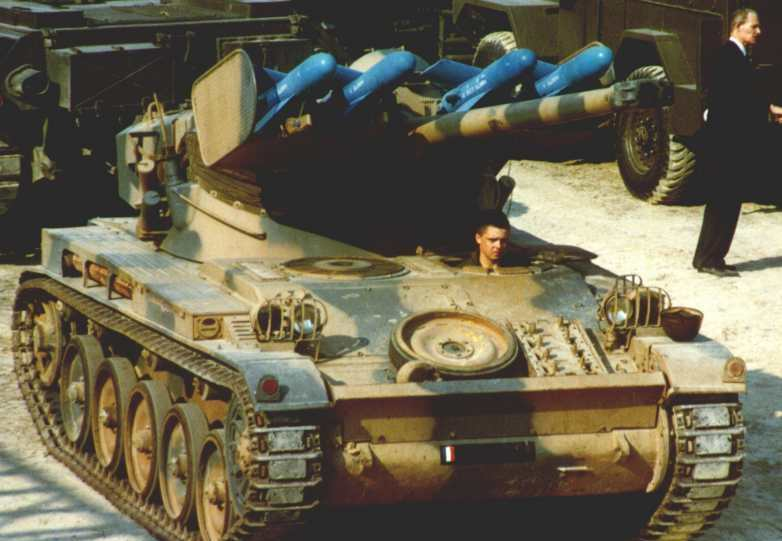
SS.11対戦車ミサイル4発を搭載したAMX-13 T75

75mm砲装備型
AMX-US（AMX-13チャーフィー）
1956年、老朽化したアメリカ製M24軽戦車の再生案として企画された。当初はM24の車体にAMX-13の砲塔を載せる案もあったが、問題があり中止された。逆にM24の砲塔を車高の低いAMX-13用車体に搭載する案が採用され、砲塔バスケットが床に当たらないように砲塔と車体の間に八角形のアダプターをかませている。試験の結果は好評で150輌が作られ、アルジェリア戦争に投入された後、主砲を撤去しアクリル製透明窓をつけた操縦訓練用戦車になり、その後は射撃訓練の標的やスクラップにされ消えていった。
AMX-13/75 Modèle 51
高初速75mmライフル砲を装備したEBR装甲車のFL-11砲塔を搭載し、片側に2個ずつの上部転輪を装備したタイプ。
Leichter Panzer 51
スイス軍仕様。

AMX-13/75 Modèle 51改良型
砲塔と主砲は初期型と同一であるが、上部転輪を片側4個に倍増させたうえで搭載能力を修正。
AMX-13 T75 (Char Lance SS-11)
SS.11対戦車ミサイルランチャー4基を装備した派生型。

AMX-13 T75 avec TCA
SS.11ミサイルの誘導装置を装備した派生型。
AMX-13S
75mm砲搭載標準型のAMX-13をシンガポール向けのSM-1仕様にアップグレード。
AMX-13 SM1 (Singapore-Modernised-1)
シンガポール向けの改良型75mm砲搭載型に、新型のレーザー測距儀、赤外線暗視装置、サスペンション、エンジン、トランスミッション、無線機を搭載している。
AMX-13V
CLI社のベネズエラ軍向けアップグレード型。

90mm砲装備型
AMX-13/90 Modèle 52
F3 90mm低圧砲（浅いライフリングのある砲腔で、有翼弾を使用する）を装備したFL-10砲塔を搭載している。
AMX-13/90 LRF
レーザー測距儀を搭載した型。

105mm砲装備型
AMX-13/105 Modèle 58
105mmライフル砲を装備したFL-12砲塔を搭載した派生型。アルゼンチンとオランダで運用された。
AMX-13/105
上記の105mm砲搭載型に、主砲を覆うサーマルスリーブと改良型の前部装甲を搭載した輸出用の改良型。
AMX-13 Model 1987
最終生産型
AMX-13/FL-12 [Modernised] by the Netherlands
オランダ製の改良型で、FN MAG汎用機関銃とサーチライトを装備。
AMX-13/FL-15
オランダ軍のAMX-13/105 Modèle 58の砲塔を、FL-12からFL-15に換装した型。

### 装甲兵員輸送車仕様

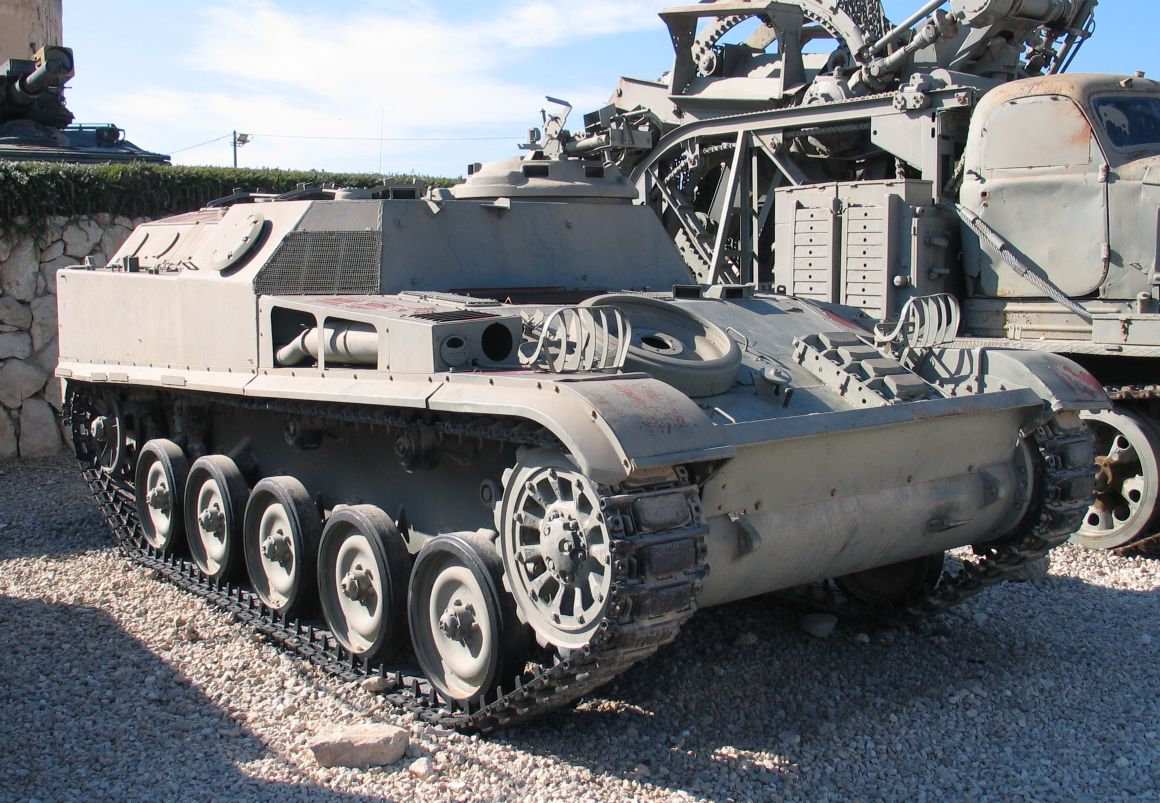
AMX-VCI装甲兵員輸送車

AMX-VTP
オリジナルの装甲兵員輸送車仕様。車体上部に軽機関銃を装備。
AMX-VTT (AMX-VCI)

砲塔に軽機関銃を搭載した装甲兵員輸送車仕様。 更なる派生型が存在する。

AMX-LT
砲兵着弾観測車仕様。
AMX-PC
指揮統制車仕様。
AMX-VCA
AMX Mle.F3 155mm自走榴弾砲の運用要員と予備弾薬を運搬する支援車仕様。
AMX-VCI 12.7
砲塔の機関銃をM2 12.7mm重機関銃に換装した型。フランスとオランダで運用された。
AMX-VCI M-56
20mm機関砲を装備した型。
AMX-VCPM de 81
81mm迫撃砲輸送車。
AMX-VCPM de 120
120mm迫撃砲輸送車。
AMX-VCTB (Vehicule Chenillé Transport Blessés)
戦場救急車。
AMX-GWT (GeWonden Transport)
AMX-VCTV（戦場救急車）のオランダ軍仕様。
AMX-VTT avec tourelle NA2
対戦車ミサイルランチャーを搭載

AMX-VTT Version 1987
全面的な改良型。
AMX-VTT with Minotaur Mine System
後部にMinotaur散布式地雷撤去装置を搭載。
AMX-VTT ROLAND
自走式ローランド地対空ミサイル発射器。
AMX-VTT TOW
キューポラにBGM-71 TOW対戦車ミサイル発射器を搭載。オランダ軍が運用。
AMX-13 RATAC
RATAC地上監視レーダーシステム搭載。
AMX-13 VCPC
AMX-VCIのアルゼンチン軍使用

AMX-13 mod.56 VCI
ベルギー軍仕様。CALF38砲塔にブローニングM1919重機関銃を搭載。
AMX-13 mod.56 [81 mm mortar carrier]
AMX-VCPM de 81のベルギー軍仕様。
AMX-13 mod.56 [command post]
AMX-PCのベルギー軍仕様。
AMX-13 mod.56 [ENTAC atgm]
ベルギー軍仕様の派生型。ENTAC対戦車ミサイル発射器を搭載。
AMX-13 mod.56 [cargo]
ベルギー軍仕様の貨物輸送車型。

AMX DOZER
ブルドーザーブレードを装備。
AMX-VCG
戦闘工兵車仕様。

### 自走砲仕様
AMX Mle.61 (AMX-105A)
AMX-13の車体に105mm榴弾砲を搭載した自走榴弾砲仕様。 砲塔は密閉されているが、固定式で旋回不可能。
AMX Mle.61 [Netherlands]
30口径105mm自走榴弾砲を搭載した、オランダ軍の自走榴弾砲仕様。
AMX Mle.62 (AMX-105B)
105mm榴弾砲を旋回可能な砲塔に搭載した試作車。
AMX Mle.63 (AMX-105B, AMX Mle F2)
AMX Mle.62の砲塔に機関銃装備キューポラを搭載した試作車。
AMX Mle.F3 (Obusier de 155 mm sur affut automoteur AMX-13 T, AMX-155)
155mm自走榴弾砲仕様。砲の周囲を覆う防弾板は配置されておらず射撃時には車体後部の脚を地面に食い込ませて固定する必要があるなど、運用上の注意点や全体的なレイアウトはアメリカ製のM110 203mm自走榴弾砲の小型版といった趣が強い。
AMX-13 [LAR-160]
イスラエル・ミリタリー・インダストリーズ製のLAR 160mmロケット弾発射器を搭載した、多連装ロケットランチャー仕様。

### 対空自走砲仕様
AMX-13 S530
イスパノ・スイザHS 831 30mm機関砲を2門搭載した自走高射機関砲仕様。レーダーは無し。試作のみ。
AMX-13 DCA 30
イスパノ・スイザHS 831 30mm機関砲を2門搭載した自走高射機関砲仕様。レーダーを搭載した量産型。同じ砲塔をAMX-30の車体に搭載したAMX-30 DCAも製造された。
AMX-13 DCA 40
ボフォース 70口径40mm機関砲を1門搭載した仕様。試作のみ。
AMX-13 ラファーガ
ベネズエラ軍がAMX-13の車体上にM42ダスター自走高射機関砲の砲塔部をほぼそのまま搭載して製作した改造対空戦車。"ラファーガ"(Ràfaga)はスペイン語で"強風"の意。6～10両程度が製作された。
この他、AMX-VCI（AMX-VTT）の車体上に2連装20mm機関砲を搭載した車両や、4連装12.7mm機関銃塔M45を搭載した車両が試作あるいは改造されている。

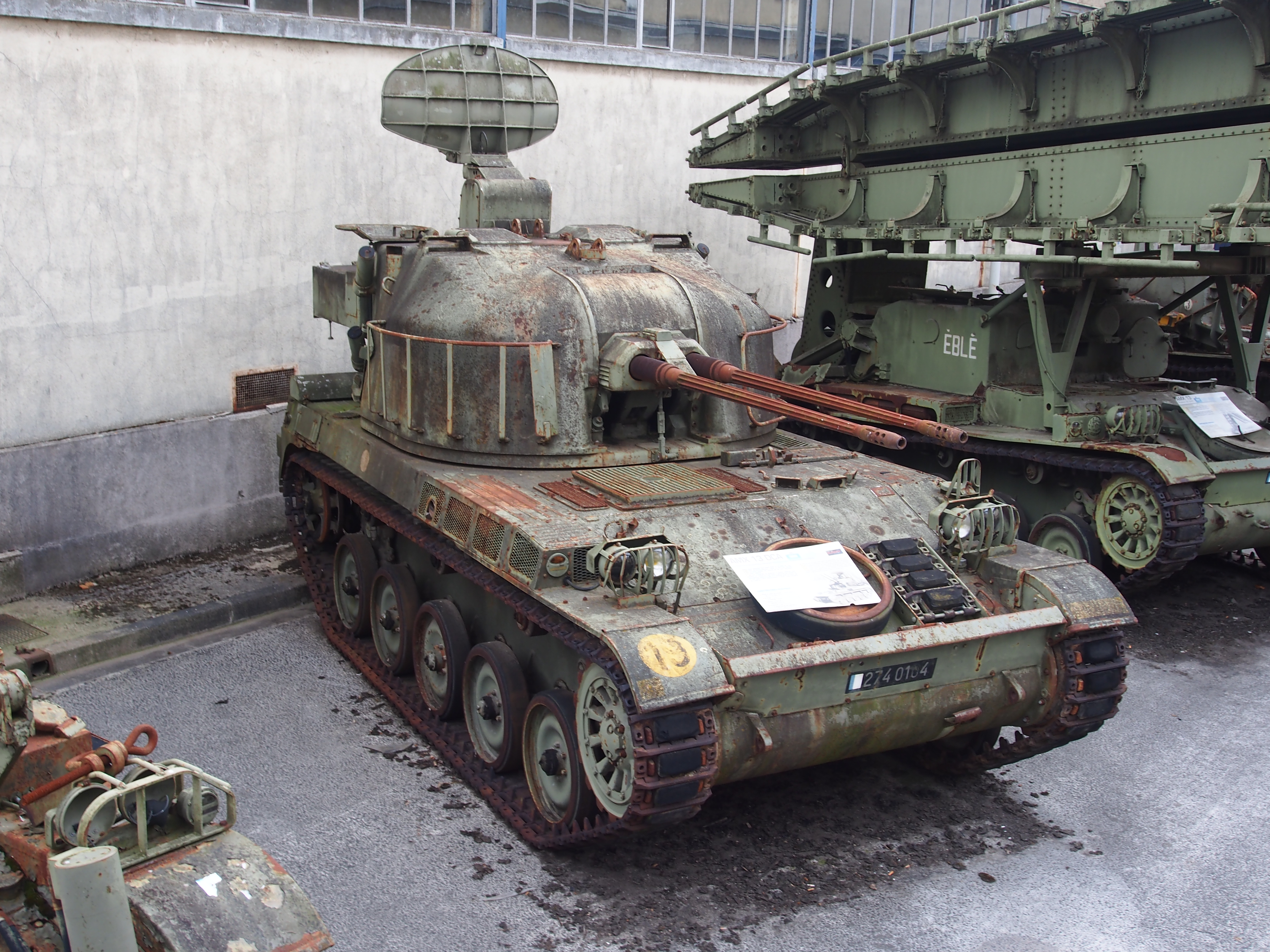
AMX-13 DCA 30 (レーダー搭載型)
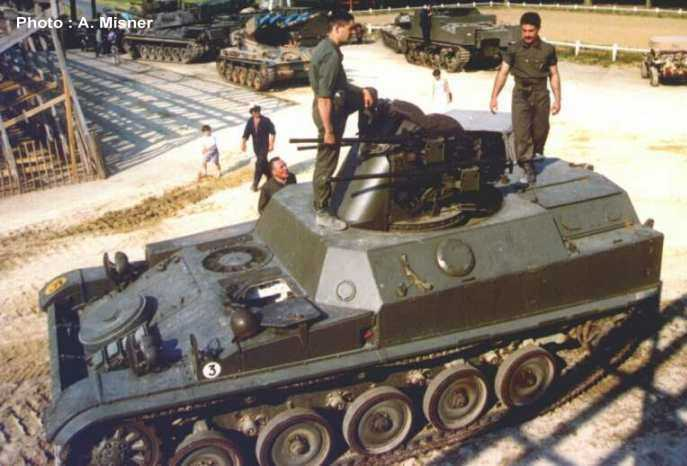
AMX-VCIの車体に4連装12.7mm機関銃塔M45を搭載した対空車両

### その他の派生型

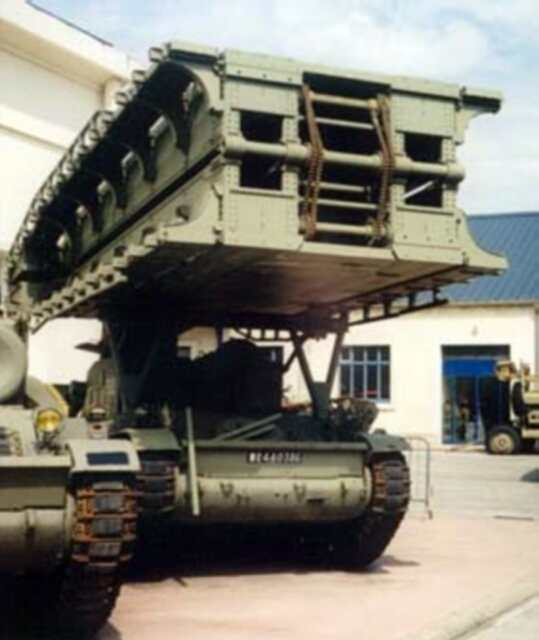
AMX-13 PDP架橋戦車

AMX-13 [DTT]
M24軽戦車の砲塔を搭載した初期型の主砲を撤去して運転手訓練車両に改修した型。
AMX-13訓練車
運転手の訓練用に砲塔を撤去した派生型。
AMX-13 Modèle 55 (AMX-D)
装甲回収車仕様。
AMX-13 PDP (Poseur De Pont) Modèle 51
2つ折り式の橋を車体上部に装備した架橋戦車。

### 近代化改修キット
Cockerill
75mm砲を90mm砲に換装。
GIAT社
ボードワン6F 11 SRYディーゼルエンジンと新型砲塔を搭載。
GIAT社
砲塔の前面と側面への増加装甲パッケージ。
NIMDA Upgrade Package
イスラエルの小改良パッケージ。

## 採用国

### 現役国
- アルゼンチン
- カンボジア
- コートジボワール
- キプロス[注釈 1]
- ジブチ
- エクアドル [注釈 2]
- インドネシア
- クウェート
- メキシコ
- ネパール
- ペルー
- シンガポール[注釈 3]
- チュニジア
- ベネズエラ

### 退役国
- アルジェリア
- オーストリア
- ベルギー
- チリ（155mm自走榴弾砲型のみ）
- ドミニカ共和国
- エジプト
- エルサルバドル
- フランス
- グアテマラ
- インド
- イスラエル
- レバノン
- モロッコ
- オランダ
- 西サハラ[注釈 4]
- スイス

## 登場作品

### 映画
『ジャッカルの日』
フランス陸軍所属の75 Modèle 51が登場。パリ解放記念式典のパレードに参加している。
作中では、実際のパレードに参加する実物を撮影した映像が映されている。

### ゲーム
『War Thunder』
フランス陸軍通常ツリーに、AMX-13・AMX-13FL11・AMX-13-90・AMX-13(HOT)、課金ツリーにAMX-13-M24￥AMX-13(SS.11)、イスラエル陸軍ツリーに、AMX-13が実装されている。

『World of Tanks』
フランス軽戦車ツリーにAMX 13 75、AMX 13 90、AMX 13 105

『World of Tanks Blitz』
同じくフランス軽戦車ツリーにAMX13 75、AMX13 90、中戦車ツリーにAMX13 M24という名称でAMX13-US
課金車両にAMX13 90 Defender、AMX13 57